# 1221 Amor
1221 Amor è un asteroide near-Earth del diametro medio di circa 1 km. Scoperto nel 1932, presenta un'orbita caratterizzata da un semiasse maggiore pari a 1,9197797 UA e da un'eccentricità di 0,4345755, inclinata di 11,87800° rispetto all'eclittica.
È il prototipo della classe di asteroidi Amor, un gruppo di asteroidi near-Earth caratterizzati da un'orbita che sfiora esternamente quella della Terra, senza tuttavia intersecarla in alcun punto.
Amor è il nome latino di Eros, il dio dell'amore nella mitologia greca.